# Mirja Hietamies
Mirja Kyllikki Hietamies, później Eteläpää (ur. 7 stycznia 1931 w Lemi, zm. 14 marca 2013 w Savitaipale) – fińska biegaczka narciarska, dwukrotna medalistka olimpijska oraz dwukrotna medalistka mistrzostw świata.

## Kariera
Jej olimpijskim debiutem były igrzyska w Oslo w 1952 roku, gdzie zdobyła srebrny medal w biegu na 10 km techniką klasyczną. Jako że był to także debiut kobiecych biegów na igrzyskach została pierwszą srebrną medalistką olimpijską w biegach narciarskich. Wyprzedziła ją jedynie rodaczka Lydia Wideman. Cztery lata później, podczas igrzysk olimpijskich w Cortinie d’Ampezzo, na tym samym dystansie zajęła szóste miejsce. Ponadto wspólnie z Sirkką Polkunen i Siiri Rantanen zdobyła złoty w sztafecie 3 × 5 km. Igrzyska w Cortinie d’Ampezzo były ostatnimi w jej karierze.
W 1954 roku wystartowała na mistrzostwach świata w Falun, pierwszych mistrzostwach, na których rozgrywano biegi kobiece. Finki w tym samym składzie co na igrzyskach w 1956 roku wywalczyły kolejny medal w sztafecie, tym razem srebrny. Na tych samych mistrzostwach zdobyła także brązowy medal w biegu na 10 km techniką klasyczną, ulegając jedynie zwyciężczyni Lubow Kozyriewej ze Związku Radzieckiego oraz drugiej na mecie Siiri Rantanen. Na kolejnych mistrzostwach już nie startowała.
Ponadto Hietamies w 1956 i 1956 roku zdobyła tytuł mistrzyni Finlandii w biegu na 10 km. W 1954 i 1955 roku wygrała bieg na 10 km podczas zawodów Salpausselän Kisat. W 1955 r. została wybrana najlepszą sportsmenką Finlandii.

## Osiągnięcia

### Igrzyska olimpijskie
| Miejsce | Dzień       | Rok  | Miejscowość       | Konkurencja             | Czas biegu | Strata | Zwyciężczyni    |
| ------- | ----------- | ---- | ----------------- | ----------------------- | ---------- | ------ | --------------- |
| 2.      | 23 lutego   | 1952 | Oslo              | 10 km stylem klasycznym | 41:40      | +0:59  | Lydia Wideman   |
| 6.      | 28 stycznia | 1956 | Cortina d’Ampezzo | 10 km stylem klasycznym | 38:11      | +2:07  | Lubow Kozyriewa |
| 1.      | 1 lutego    | 1956 | Cortina d’Ampezzo | Sztafeta 3 × 5 km       | 1:09:01    | –      | –               |

### Mistrzostwa świata
| Miejsce | Dzień     | Rok  | Miejscowość | Konkurencja             | Czas biegu | Strata | Zwyciężczyni    |
| ------- | --------- | ---- | ----------- | ----------------------- | ---------- | ------ | --------------- |
| 2.      | 17 lutego | 1954 | Falun       | Sztafeta 3 × 5 km       | 1:05:54    | +0:25  | ZSRR            |
| 3.      | 21 lutego | 1954 | Falun       | 10 km stylem klasycznym | 40:14      | +0:32  | Lubow Kozyriewa |